# 陈英金
陈英金（1949年—）越南民运活动人士、前越南陆军中校，2009年12月28日，越南太平省人民法院以颠覆国家政权罪对陈英金判处5年半监禁。
陈英金1966年加入北越革命军，年仅16岁。他获得了11枚勋章，其中包括在越南战争中的表现而获得的3枚。陈英金因为加入越南民主党、在因特网上发表主张民主的文章以及加入“8406集团”这个推动越南实现多党制的民主组织而被控罪。“8406”曾于2006年4月8日发表《越南自由民主宣言》，越南指“8406”企图推翻政府。陈英金本来会面临死刑，但是鉴于他卓越的军旅生涯以及良好的合作态度，检方要求对他从宽处理。这位前陆军中校是越南共产党政府要审判的5名被告中的第一个。他们是根据越南刑法第79条而受到起诉，而不是最初对他们提出的罪行比较轻的“散布反对国家的言论”的罪名。